# Vit sardinell
Vit sardinell (Sardinella albella) är en fiskart som först beskrevs av Valenciennes, 1847.  Vit sardinell ingår i släktet Sardinella och familjen sillfiskar. Inga underarter finns listade i Catalogue of Life.
Denna fisk förekommer i Indiska oceanen, kring Sydostasien och i sydvästra Stilla havet nära kusten. Den dyker till ett djup av 50 meter. Arten besöker ibland mangrove. Individerna blir antagligen könsmogna när de är 10cm långa. Livslängden uppskattas med två år. Vit sardinell har oraniska smådelar som föda.
Kanske hotas begränsade populationer av överfiske.  IUCN kategoriserar arten globalt som livskraftig.